# Terremoto del mar Egeo de 1968
El terremoto del Mar Egeo de 1968 fue un terremoto de magnitud 7.0 en la escala de Richter que ocurrió en la madrugada del 20 de febrero de 1968 a las 01:45 (hora local) a 57.1 km. de Myrina. Este terremoto ocurrió entre Grecia continental y Turquía, por lo tanto ambos países se vieron afectados por el terremoto. 20 personas murieron y 39 personas resultaron heridas en diversos grados. Fue el terremoto griego más mortífero desde el terremoto de Amorgos de 1956.

## Entorno tectónico
Una gran vertiente de la Falla de Anatolia del Norte se ramifica hacia el suroeste y se traza cerca de la costa norte del Golfo de Edremit. Este segmento de la falla comienza al noreste del golfo, en el lago Manyas. El segmento ingresa al mar Egeo cerca de la ciudad de Babakale, Ayvacık .

## El terremoto
El terremoto de magnitud 7.0 golpeó la isla más cercana a Lemnos, en medio de la noche del 20 de febrero. Los parámetros de la fuente del terremoto indican fallas de rumbo a lo largo de la falla de Anatolia del Norte o una extensión lateral derecha similar a una profundidad superficial de 6,9 km (4,3 mi). Hubo muchas réplicas registradas (más de 2800), siendo la más grande de magnitud 5.3–5.6.  Según los informes, el terremoto se sintió desde lugares tan lejanos como Ankara y Sofía.

## Posterior tsunami
A pesar de ser una falla de rumbo, un tipo de falla donde no se produce movimiento vertical, lo que reduce el movimiento del fondo oceánico y las olas de tsunami asociadas, una ola de tsunami de 1.2 m. se registró en el puerto de Myrina.

## Daños
El terremoto mató a 20 personas, hirió gravemente a otras 18, mientras que 21 sufrieron heridas leves. 175 casas se derrumbaron en el terremoto, mientras que otras 397 sufrieron daños tan severos que no pudieron repararse. Los edificios de 1951 tenían algunos daños estructurales, como grietas. El temblor se vio agravado por la mala calidad de la construcción y las condiciones locales que permitieron la amplificación del temblor.